# Perfluorocarbure

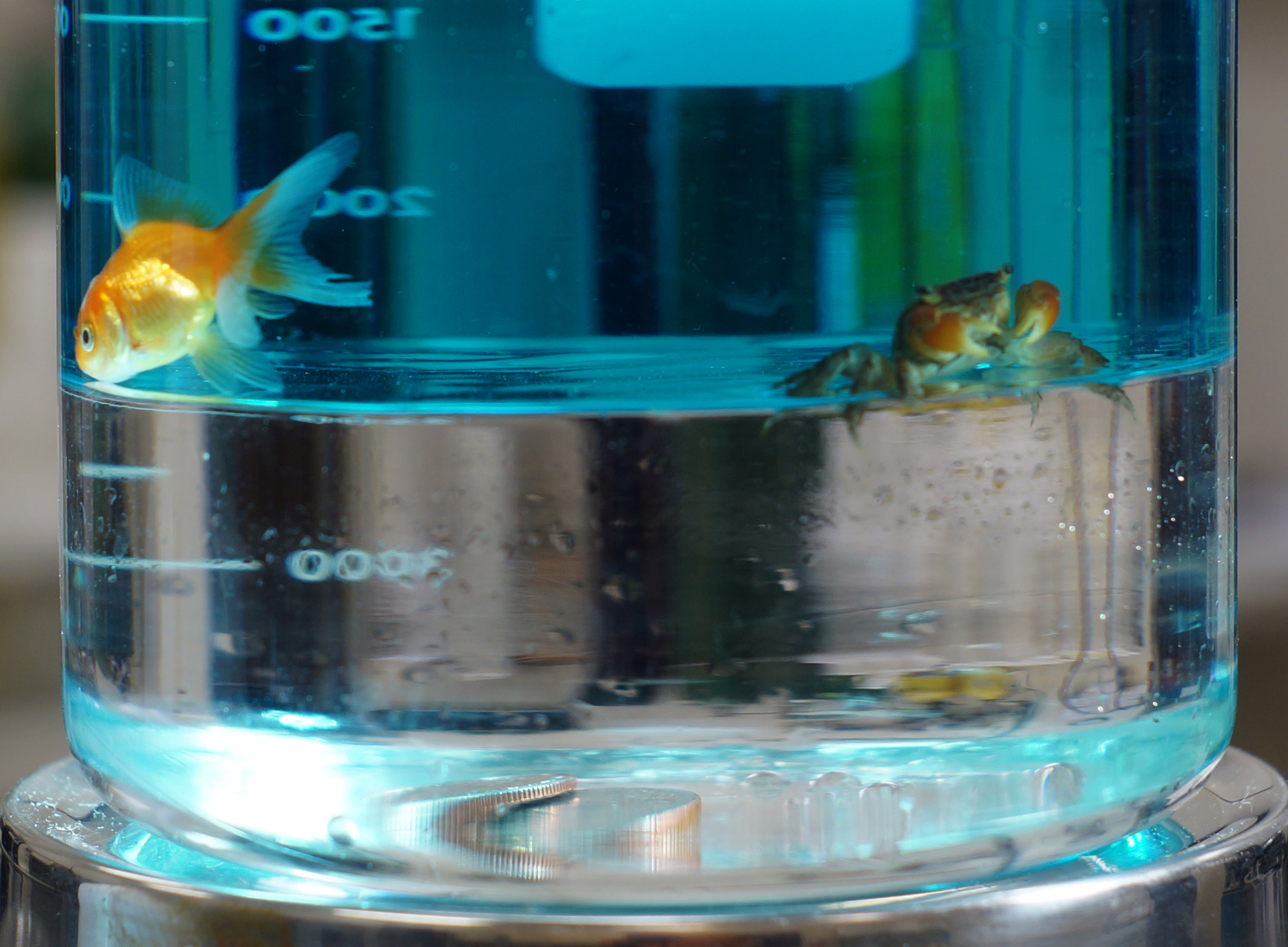
Démonstration de densité du perfluoroheptane.

Les perfluorocarbures (PFC) ou hydrocarbures perfluorés sont des composés halogénés de la famille des fluorocarbures.
Ces molécules sont composées exclusivement d'atomes de carbone et de fluor. Contrairement aux hydrofluorocarbures (HFC), ils sont totalement substitués. 
Les PFC gazeux ne sont pas réputés dangereux pour la couche d'ozone, mais sont des gaz à effet de serre (GES). Bien qu'émis en faible quantité dans l’air, ils participent au dérèglement climatique, en raison de leur potentiel élevé en matière de réchauffement planétaire (PRP - 100 ans) correspondant en moyenne à 7 600 fois celui du dioxyde de carbone (CO2), allant d'un facteur de 6 500 (CF4) à un facteur de 9 200 (C2F6). Ces grandes valeurs de potentiel de réchauffement planétaire sont notamment dues à leur grande durée de vie dans l’atmosphère, allant de 2 600 années (C3F8 et C4F10) à 50 000 années (CF4),.
Les PFC font partie des six principaux gaz à effet de serre inscrits sur la liste du protocole de Kyoto ainsi que dans la directive 2003/87/CE. Une diminution des émissions de PFC a été observée de 1990 à 2004 (-53 % au Canada et -47 % en France),.
Les liquides de cette famille ont la particularité de dissoudre de grandes quantités de gaz, comme le dioxygène (O2), le dioxyde de carbone (CO2), le diazote (N2), etc. Ils peuvent dissoudre jusqu'aux deux tiers de leur volume de gaz.

## Principaux PFC
- Tétrafluorométhane (CF4)
- Hexafluoroéthane (C2F6)
- Octafluoropropane (C3F8)
- Décafluorobutane (C4F10)
- Perfluorodécaline (C10F18)

## Usages
- Les PFC étaient essentiellement utilisés dans les climatiseurs, certaines unités de réfrigération et certains extincteurs ;
- la société 3M produit un PFC liquide nommé Fluorinert[5], dont les propriétés diélectriques en firent un excellent moyen de refroidir de l'électronique par immersion. Le super calculateur Cray-2 en fit l'usage ;
- ils sont de plus en plus utilisés comme agent antiadhésif (instruments de cuisson) et comme imperméabilisants ou agents anti-tache sur les textiles et tapis ;
- ils sont parfois présents sur des emballages alimentaires (contenants de fast-food, emballages de pop corn prévus pour le four à micro-ondes) ;
- ophtalmologie : utilisé comme remplaçant temporaire de l'humeur vitreuse dans les chirurgies du détachement de la rétine ;
- ventilation liquidienne : utilisé comme fluide respiratoire ;
- substitut d'hémoglobine ;
- embolisation de tumeur[6].

### Utilisation comme produit dopant
Ce produit fait partie des substances interdites dans les compétitions sportives : son usage constitue un dopage sanguin. Il permet de transporter l'oxygène sans modifier l'hématocrite. En revanche, son utilisation peut s'avérer très dangereuse pour la santé. En 1998, Mauro Gianetti est resté trois jours dans le coma à la suite d'une telle utilisation lors du Tour de Romandie.

### Utilisation comme fluide respiratoire
Les fluides respiratoires permettent une forme de respiration fondée sur des liquides et non plus des gaz. La première étude d'instillation d'un liquide salin dans des poumons de chien remonte à la première guerre mondiale; cela était envisagé comme traitement possible des effets des gaz de combat. Mais, ce n'est qu'au début des années 1960 que l'équipe du docteur en physiologie J. Kylstra a été capable de faire respirer des mammifères avec un liquide salin, mais sous très haute pression (160 atm) équivalente à 1,6 km sous le niveau de la mer. Aussi, ces travaux ciblaient la plongée en eau profonde comme application possible pour secourir les sous-mariniers typiquement.
Finalement, il faut attendre les travaux de Clarck qui identifie les perfluorocarbures pour la ventilation liquidienne à la pression atmosphérique. En effet, grâce à une solubilité de l'oxygène quinze fois supérieure au salin, une solubilité du dioxyde de carbone trois fois supérieure et une faible tension de surface, ils permettent d'apporter aux poumons de l'oxygène et de retirer le dioxyde de carbone. Les échanges au niveau des alvéoles pulmonaires s’opèrent d'une façon sensiblement comparable à celle d'une respiration par méthode gazeuse. Actuellement, ils sont envisagés pour des traitements médicaux dans le cadre de la ventilation liquidienne totale avec un respirateur liquidien. Le patient et le système de traitement, le respirateur liquidien, forme alors un circuit fermé convoyant le fluide respiratoire.
D'un point de vue physiologique, il a été mis en évidence que le bromure de perfluorooctyle (PFOB) est utilisable en ventilation liquidienne sans danger pour l'organisme du sujet.

## Controverses

### Contamination environnementale
Le 10 juin 2011, l’Agence nationale de sécurité sanitaire de l'alimentation, de l'environnement et du travail (Anses) sur la base d'analyses faites par le laboratoire d'hydrologie de Nancy, a publié son premier état des lieux de la présence de composés perfluorés (PFOA, PFOS, réputés les plus courants mais aussi, PFHxS, PFBS, PFDA, PFNA, PFHpA, PFHxA, PFPeA et PFBA) dans les eaux en France. Lors de l'enquête publiée en 2011, parmi 450 échantillons, 25 % présentaient des taux de perfluorés assez élevés pour être mesurés, les autres échantillons présentant des teneurs trop faibles pour être dosées. Dans les eaux brutes le PFOS, le PFHxS et le PFOA étaient les plus fréquents, et le PFOS, le PFHxA et le PFHxS l'étaient dans les eaux traitées. Les valeurs réglementaires en vigueur aux États-Unis et Allemagne pour le PFOA et le PFOS (300 ng/L pour PFOA+PFOS en Allemagne) n'étaient pas dépassées en France pour les eaux traitées, mais approchées près d'usines produisant des produits. Le PFHxA et le PFHxS étaient souvent trouvés, plus qu'attendus et devraient donc faire une évaluation de risque par l'Anses qui recommande en 2011 aux industriels de « rechercher une réduction à la source des rejets ».
L'Anses préconise aussi de développer la recherche sur « le devenir des composés perfluorés et de leurs précurseurs dans les filières de potabilisation ».

### Impacts environnementaux et sanitaires
Ils sont mal connus à moyen et long terme, mais ils posent au moins quatre problèmes :
- effet de serre : une quantité significative de PFC sont perdus dans l'atmosphère ou l'environnement où ils posent différents problèmes, d’abord comme gaz à effet de serre à très longue durée de vie (certains PFC pourraient perdurer 50 000 ans[11]). Une étude de 2003 a conclu que le PFC le plus abondant dans l’atmosphère était le tétrafluorométhane[11], dont le potentiel de réchauffement de la planète (PRP) serait 6 500 fois plus élevé que celui du dioxyde de carbone, alors que le PRP de l’hexafluoroéthane serait lui 9 200 fois supérieur à celui du dioxyde de carbone[12].
Plusieurs gouvernements ont tenté d'initier des accords internationaux limitant leur utilisation avant qu'ils ne deviennent un problème pour le climat. Les PFC sont maintenant théoriquement suivis et réglementés dans le cadre du protocole de Kyoto, sous la forme d’une large classe de PFC incluant les PFOS et PFOA, très persistants dans l'environnement ;

- large contamination environnementale : certains PFC (antiadhésifs et anti-tache notamment) ont déjà largement contaminé l'environnement, via l'eau ou l'air (certains sont volatils et facilement emportés par les courants aériens jusqu'au pôle Nord, où ils peuvent encore se dégrader en d'autres substances bioaccumulables). La peau humaine y est relativement imperméable, mais par exemple, l'APFO en solution à 20 % passe environ 34 fois plus vite dans l'organisme au travers de la peau du rat que de la peau humaine[13], ce qui laisse penser qu'une partie de la chaîne alimentaire peut être vulnérable aux PFC bioaccumulés par certains animaux.

Avec d'autres PFC, ils sont déjà et de plus en plus détectés dans le sang des humains (dans le monde entier, y compris chez les enfants et dans les dons du sang) et dans le corps de nombreux animaux (mammifères, mais aussi oiseaux, amphibiens et poissons, dont l’anguille, comme l'a montré une étude publiée en 2006 ayant porté sur des anguilles pêchées dans 21 rivières et lacs de onze pays de l'UE.
Des études écotoxicologiques récentes laissent penser que l'anguille pourrait transmettre à ses œufs et à la génération suivante une partie de sa charge en certains polluants persistants. Lorsque les adultes repartent pondre en mer, ils consomment leurs réserves de graisses, lesquelles avaient concentré de nombreux polluants, lesquels pourraient aussi interférer avec le développement de l'embryon et de la civelle.
Les PFC s'accumulent dans le foie (organe de détoxification), ce qui laisse penser qu'ils pourraient présenter une certaine toxicité. On les trouve aussi dans le sang humain et ils passent de la mère à l'embryon et au fœtus via le cordon ombilical ;
- perturbateur endocrinien : une étude[18] publiée en 2009 a comparé les taux sanguins de deux PFCs (sulfonate de perfluorooctane (PFOS) et perfluorooctanoate (PFOA)), chez 1 240 femmes nord-américaines enceintes, de 1996 à 2002, en demandant aux mamans de rapporter le temps qu’elles avaient mises pour être enceinte (Le critère d’infertilité retenu était un délai dépassant 12 mois pour une fécondation et une grossesse réussie et/ou la prise d'un traitement médicamenteux contre l’infertilité). Résultat : Les femmes dont le sang contenaient les plus hauts taux de PFC présentaient un risque d’infertilité (ou sous-fécondité) accru de 60 à 154 % par rapport à celles ayant les taux les plus bas. Les auteurs ont conclu à une corrélation positive entre exposition aux PFC et troubles de la fertilité féminine, qui pourrait inviter à classer ces PFCs comme perturbateurs endocriniens avérés. Ils jugent ce problème préoccupant, car les taux sanguins de PFCs de ces mamans étaient tout à fait comparables aux taux moyens de la population générale des pays dits développés ;

- impacts neurologiques : les composés perfluorés (PFC) sembleraient éventuellement augmenter le risque de déficit de l’attention et d’hyperactivité (TDAH) qui semble en hausse chez les enfants, notamment aux États-Unis, le tdah reste sous-diagnostiqué et souvent peu ou mal pris en charge en France et dans le reste de l'Europe, selon une étude publiée dans la revue Environmental Health Perspectives (EHP) en 2010 (Dans ce pays, l'hyperactivité reportée par les parents chez les enfants[19], le taux de TDAH chez les enfants et adolescents américains est passé de 7,8 % à 9,5 % entre 2003 et 2007, soit une hausse de 21,8 % en 4 ans). Cependant, il faut tenir compte de l'amélioration du dépistage, du traitement et du suivi des patients atteints de troubles du déficit de l'attention avec ou sans hyperactivité. Il est aussi démontré que les États-Unis sont bien plus avancés concernant la reconnaissance et la prise en charge des patients atteints du tdah qu'en Europe où dans des pays comme la France ou la Suisse on  commence à comprendre que le tdah ne disparait pas par miracle à 18 ans. Malgré tout de nombreux groupes idéologiques et extrémistes tels que la scientologie, antivaccin, complotiste, antroposophe et homéopathe alimentent le mythe que le tdah serait une pure invention ou même que cette maladie serait due à un empoisonnement programmé et volontaire de l'environnement ; d'ailleurs certaines de ces sectes proposent des "cures" de désintoxication censées libérer le corps de tous les poisons à leur nouveau converti. L'étude[20] américaine fondée sur plus de 10 500 enfants et adolescents vivant autour d'une usine ayant pollué l'eau (premier vecteur probable de contamination pour l'homme[21]) a mis en évidence de premiers indices de lien entre PFOA et hyperactivité chez l'enfant. En 2010, Cheryl Stein à la Mount Sinai School of Medicine de New York affirme un lien très significatif entre hyperactivité et certains PFC. Quatre PFC ont été recherchés chez ces enfants : le PFOA (acide perfluorooctanoïque, bioaccumulés chez les mammifères marins[22], dont la toxicité est soupçonnée[23]), le PFOS (sulfonate de perfluorooctane), le PFHxS (sulfonate de perfluorohexane) et le PFNA (acide perfluorononanoïque). Le PFHxS semblerait en particulier fortement associé au syndrome d'hyperactivité (risque éventuellement augmenté jusqu'à 59 % chez les enfants en ayant dans le sang. De même pour le PFOS (jusqu'à possiblement 27 % d'augmentation du risque). Par contre, l'implication du PFOA et du PFNA n'est pas démontrée, ni infirmée. 
Les riverains de l'usine DuPont de Washington Works (Virginie-Occidentale, USA) ont dans les années 2000 déposé une plainte groupée («class action») contre le producteur. Dans les déclarations de l'article "Des enfants surexcités par les perfluorés" (publié par le journaldelenvironnement): Dans cette région 14,3 % des 12-15 ans présentent des taux significatifs de PFC dans le sang, contre 8,4 % dans le groupe étudié en 2010, jugé représenter la population moyenne[24].

En France, l'Anses est associée dans le projet « Contreperf » (financé par l'Agence nationale de la recherche pour la période 2011-2013), visant à améliorer :
- le dosage de perfluorés dans des matrices alimentaires (poissons et lait maternel) ;
- les connaissances sur le transfert mère - enfant (via des dosages sanguins maternels et du cordon ombilical) ;
- les connaissances sur le métabolisme et les impacts toxicologiques et hormonaux ;
- les connaissances sur l'exposition externe et ses liens avec l'imprégnation des femmes en âge de procréer.